# Miguel Ángel Virasoro
Miguel Ángel Virasoro (Buenos Aires, 9 de maio de 1940 - 23 de julho de 2021) foi um físico argentino, nascido em 1940. A álgebra de Virasoro e a super álgebra de Virasoro levam seu nome. Descobriu, junto com Giorgio Parisi e Marc Mézard, a organização ultramétrica dos estados de vidro de spin de baixa temperatura em infinitas dimensões, frequentemente usada na teoria das cordas. Foi diretor do Centro Internacional de Física Teórica (ICTP) e ensinou modelos físico-matemáticos para economia na Universidade de Roma "La Sapienza".